# Firoozbakhts förmodan
Inom talteorin är Firoozbakhts förmodan en förmodan som säger att {\displaystyle p_{n}^{1/n}\,} (där {\displaystyle p_{n}\,} är det n:te primtalet) är en strikt avtagande funktion av n, det vill säga
{\displaystyle p_{n}^{1/n}>p_{n+1}^{1/(n+1)}}  för alla {\displaystyle n\geq 1.}
Ekvivalenta former av förmodan är  {\displaystyle p_{n+1}<p_{n}^{1+1/n}}  för alla {\displaystyle n\geq 1} och {\displaystyle \left({\frac {p_{n+1}}{p_{n}}}\right)^{n}<p_{n}}  för alla {\displaystyle n\geq 1.}
Förmodandet är uppkallad efter Farideh Firoozbakht som framlade det 1982. Om denna förmodan är sann satisfierar funktionen {\displaystyle g_{n}=p_{n+1}-p_{n}} olikheten {\displaystyle g_{n}<(\log p_{n})^{2}-\log p_{n}{\text{ för alla }}n>4} vilket är starkare än Cramérs förmodan {\displaystyle g_{n}=O((\log p_{n})^{2}).}